# Física do solo
Física do solo é a disciplina académica que se dedica ao estudo das propriedades e processos físicos do solo aplicado à gestão e previsão do compostamento dos solos em ecossistemas naturais e humanizados. A física do solo lida com a dinâmica dos componentes físicos do solo e suas fases e baseia-se na aplicação dos princípios da física, físico-química, engenharia e meteorologia no âmbito das ciências do solo na resolução de problemas práticos de agricultura, ecologia e engenharia.

## Físicos do solo
Os seguintes cientistas destacaram-se no campo da física do solo:
- Edgar Buckingham (1867–1940) — desenvolveu a teoria da difusão de gás no solo e estudou o funcionamento da zona vadosa e do seu efeito sobre o fluxo de água no solo.
- Willard Gardner (1883-1964) — pioneiro no uso de copos porosos e manómetros para medições de potencial capilar e prever com precisão a distribuição de humidade acima de um lençol freático.[4]
- Lorenzo A. Richards (1904–1993) — estudou o transporte geral de água em solos não saturados, desenvolvendo os métodos de medição do potencial hídrico do solo usando tensiómetros.
- John R. Philip (1927–1999)  — desenvolveu uma solução analítica para o movimento geral da água no solo e foi pioneiro da mecânica ambiental.